# Stefan (arcivescovo di Uppsala)
Stefan (... – 18 luglio 1185) è stato un arcivescovo cattolico svedese, primo arcivescovo di Uppsala.
Stefan era un monaco cistercense, proveniente dall'Abbazia di Alvastra. Le sue origini sono sconosciute, ma si presume che siano da ricercare in Inghilterra o in Germania, poiché molti monaci di quel monastero provenivano da questi paesi, e perché il suo nome era abbastanza raro in Svezia, all'epoca.
Nel 1164 si recò a Sens in Francia per incontrare papa Alessandro III. Il Papa stava cercando rifugio a Sens, dopo esser stato costretto a fuggire da Roma. A Sens c'era anche un altro rifugiato: l'arcivescovo di Lund, Eskil, costretto all'esilio per aver supportato il contendente perdente al trono di Danimarca.
Il Papa fu d'accordo nel dare alla Svezia un arcivescovo. La questione era già stata discussa un decennio prima, ma i conflitti civili avevano ostacolato la realizzazione di questa idea. Comunque, a Lund era stato creato un pallio per l'occasione e lo aveva portato con sé lasciando la Danimarca. Il pallio fu così consegnato a Stefan.

## Genealogia episcopale
La genealogia episcopale è:
- arcivescovo Eskil
- arcivescovo Stefan